# Амідопірин

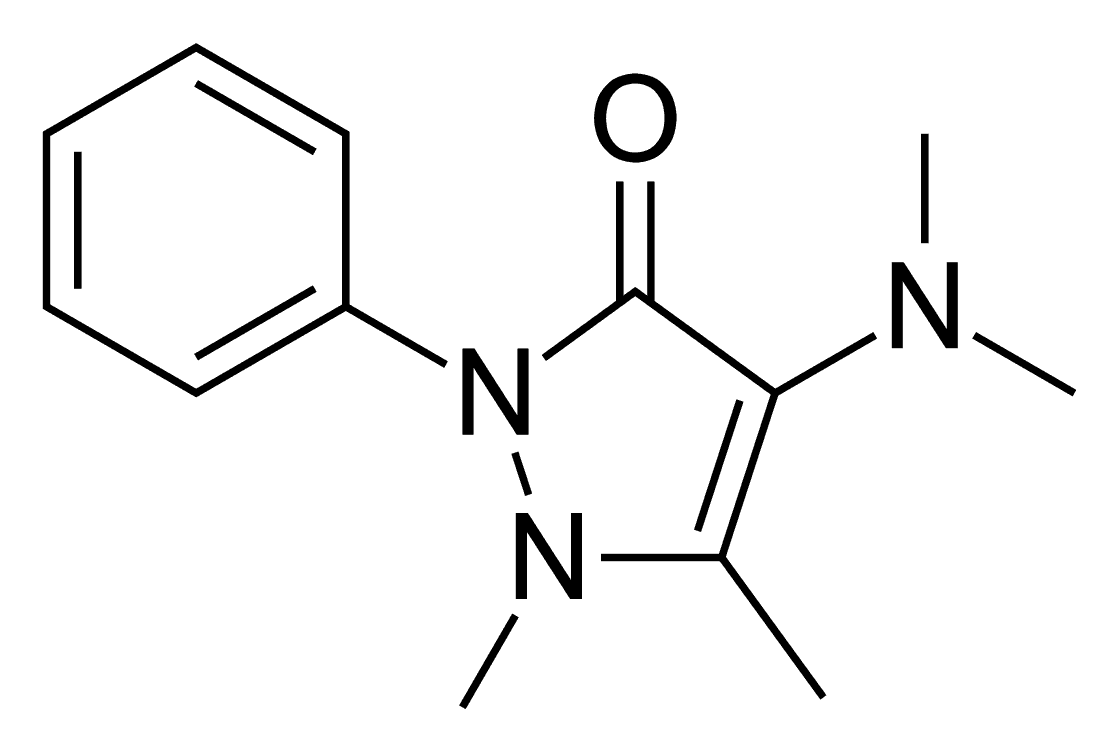
Aminophenazone

Амідопірин (пірамідон, Alamidon, Amidazophen, Amidofebrin, Amidophen (Б), Amidopyrazoline, Amidozon, Aminophenazonum, Aminopyrin, Anafebrine, Dimapyrin, Dipyrin, Novamidon, Pyramidonum, Pyrazon, 2,3-диметил-4-диметиламіно-1-фенілпіразол-5-он) — лікарський препарат; болезаспокійливий, жарознижувальний та протизапальний засіб. Призначають при головних болях, невралгіях, артритах, міозитах, ревматизмі.
Амідопірин входить також до складу комбінованих продуктів авамігран, реопірин, пігулки «пенталгін», пігулки «темінал», пігулки «теофедрин», фенальгин.
Код ATC N02BB03.

## Історія створення
У 1893 році німецький хімік Фрідріх Штольц синтезував болезаспокійливий засіб антипірин; невелика зміна в його молекулі (приєднання диметиламіногрупи) дало сильніший засіб — амідопірин. Цікаво, що «ізомеризація» цієї назви, простіше перестановка в ній букв, дала більш відому назву пірамідон. Усього через кілька років, поширившись у всьому світі, ці ліки почало приносити своєму творцеві нечувані прибутки і знаходилося у продажу до кінця 1970-х років. 

## Отримання
Амінопірин отримують алкілюванням та нітрозуванням 3-метил-1-фенілріразол-5-ону, який отримують з ацетооцтового естеру та фенілгідразину:
{\displaystyle {\ce {C2H5O-CO-CH2-CO-CH3 + C6H5NH-NH2 ->[-H_2O]C2H5O-CO-CH2-C(=N-NH-C6H5)-CH3}}}
{\displaystyle {\ce {C2H5O-CO-CH2-C(=N-NH-C6H5)-CH3 ->[-C_2H_5OH]C3H2N2(O)(C6H5)(CH3)}}}
{\displaystyle {\ce {C3H2N2(O)(C6H5)(CH3) + CH3I ->[-HI]C3HN2(O)(C6H5)(CH3)2}}}
{\displaystyle {\ce {C3HN2(O)(C6H5)(CH3)2->[{+HNO_{2}}][{-H_{2}O}]C3N2(O)(C6H5)(CH3)2(N=O)}}}
{\displaystyle {\ce {C3N2(O)(C6H5)(CH3)2(N=O) + 2Zn + 4HCl ->[-H_2O,-2ZnCl_2]C3N2(O)(C6H5)(CH3)2(NH2)}}}
{\displaystyle {\ce {C3N2(O)(C6H5)(CH3)2(NH2)->[{+2CH_{3}}I][{-2HI}]C3N2(O)(C6H5)(CH3)2(N(CH3)2)}}}

## Метаболізм
Амідопірин метаболізується шляхом деметилування та ацетилювання. Метаболітами амідопірину є 4-аміноантипірин, метиламіноантипірин, рубазонова і метілрубазонова кислоти. Ці кислоти мають червонуватий колір. Через наявність у сечі цих кислот, що утворюють амідопірину у високих дозах, він може мати червонувато-коричневе забарвлення.